# 富山県道158号女川谷口線
富山県道158号女川谷口線（とやまけんどう158ごう おながわたにぐちせん）は富山県中新川郡上市町から同郡立山町に至る一般県道である。

## 概要

### 路線データ
- 起点：富山県中新川郡上市町女川字清水田（富山県道157号寺坪上市線交点）
- 終点：富山県中新川郡立山町谷口字村巻（富山県道67号宇奈月大沢野線・富山県道166号谷口沢新線交点）
- 実延長：2,828m

## 沿革
旧名は『女川座主坊宮路線』という名称であった。
- 1993年（平成5年）4月1日 - 認定[2]

## 通過する自治体
- 富山県
  - 中新川郡上市町 - 中新川郡立山町

## 接続する道路
- 富山県道157号寺坪上市線（起点：上市町女川字清水田）
- 富山県道67号宇奈月大沢野線・富山県道166号谷口沢新線（終点：立山町谷口字村巻）

## 周辺
- 立山町立日中上野小学校
- 上段簡易郵便局